# Вандалс (група)
„Вандалс“ (на английски: The Vandals – „Вандалите“) са пънк рок група в гр. Хънтингтън Бийч в щата Калифорния, САЩ.
Основана е през 1980 г., съществува.
Понастоящем издават албумите си със съдействието на „Кунг Фу Рекърдс“. Участвали са и на Уорпд Тур. „Вандалс“ са известни с хумористичното си поведение и текстове.

## Състав
Настоящ състав:
- Дейв Куакенбуш – вокали
- Уорън Фитсджералд – китара, вокали
- Джо Ескаланте – бас, вокали
- Джош Фрийс – барабани

## Албуми
- When in Rome Do as the Vandals (Когато сте в Рим правете като Вандалите) (1984)
- Slippery When Ill (1989)
- Fear of a Punk Planet (Страх от пънк планета) (1990)
- Sweatin' to the Oldies: The Vandals Live (Потене на старите парчета:Вандалите на живо) (1991)
- Live Fast, Diarrhea (Живей бързо, диария) (1995)
- The Quickening (Съживяването) (1996)
- Oi to the World!: Christmas With the Vandals (Ой на света!: Коледа с Вандалите) (1996)
- Hitler Bad, Vandals Good (Хитлер лош, Вандалите добри) (1998)
- Look What I Almost Stepped In... (Виж в какво за малко да стъпя...) (2000)
- Internet Dating Superstuds (Супержребците на интернет запознанството) (2002)
- Live at the House of Blues (На живо в къщата на блуса) (2004)
- Hollywood Potato Chip (Холивудски чипс) (2004)